# Сквош-корт
Сквош-корт — специальная спортивная площадка для игры в сквош.
В настоящее время существуют международные официально утверждённые в 1920 году размеры корта для сквоша: длина — 9750 мм, ширина — 6400 мм. На фронтальной стене корта изображены: на высоте 4570 мм — линия верхнего аута, на высоте 1830 мм — линия подачи, на высоте 430 мм — нижний аут, окаймленный бортиком в 50 мм. На задней стене на высоте 2130 мм от пола также расположена линия аута. По боковым стенам проходят наклонные линии, соединяющие заднюю линию аута с линией верхнего аута фронтальной стены.
В США традиционно используется похожий вид игрового корта, но с меньшей шириной 5640 мм и линией нижнего аута на высоте 380 мм от пола. Такой вид корта для игры в сквош носит название англ. hardball squash и в настоящее время практически не используется.